# آنیر-سور-سون
آنیِر-سور-سون (به فرانسوی: Asnières-sur-Saône تلفظ فرانسوی: [ɑnjɛʁ syʁ son]) یک کمون در فرانسه است که در canton of Bâgé-le-Châtel واقع شده‌است.

## خصوصیات
آنیر-سور-سون ۴٫۷ کیلومترمربع مساحت و ۷۳ نفر جمعیت دارد.